# Nannastacus suhmi
Nannastacus suhmi är en kräftdjursart som beskrevs av Sars 1886. Nannastacus suhmi ingår i släktet Nannastacus och familjen Nannastacidae. Inga underarter finns listade i Catalogue of Life.